# Enrico Saroldi
Enrico Saroldi (Carmagnola, 19 marzo 1878 – Milano, 23 giugno 1954) è stato uno scultore, incisore e medaglista italiano.

## Biografia
Fu allievo di E. Butti all'Accademia di Belle Arti di Brera a Milano. Fu autore di numerosi monumenti sepolcrali, bassorilievi, busti, ritratti e medaglie. Ha disegnato alcune monete. È morto a Milano nel 1954.